# Йосиф Австрійський, палатин Угорщини
Йосип Антон Габсбург Йоганн-Лотаринзький (нім. Joseph Anton Johann; 9 березня 1776 року, Флоренція — 13 січня 1847 року, Офені (Буда)) — ерцгерцог Австрійський, палатин Угорський у 1796-1847.

## Біографія
Ерцгерцог Йосип Антон Йоганн народився 9 березня 1776 і був 9-ю дитиною і 7-м сином у родині імператора Леопольда II (1747—1792) і його дружини Марії Людовики (1745—1792), уродженої принцеси іспанської. По лінії батька — онук імператриці Марії Терезії, по лінії матері — онук короля Іспанії Карла III.
Після загибелі старшого брата ерцгерцога Олександра Леопольда в 1796 у віці двадцяти років Йосип Антон успадкував титул Палатина Угорського королівства (намісника імператора в Угорщини).

У 1778 році через навислу «французьку» загрозу почалися переговори про зміцнення союзу між Австрією та Росією. Внаслідок чого виник проект шлюбу між ерцгерцогом Йосипом і великою княжною Олександрою Павлівною, старшою дочкою імператора Павла I. У лютому 1799 палатин Угорський прибув в Петербург. Граф Федір Васильович Ростопчин в листах до свого друга графа С. Р. Воронцову писав: 
 Ерцгерцог всім чудово полюбився як своїм розумом, так і знаннями. Він сором'язливий, незграбний, але постать має приємну. Вимова його більш італійська, ніж німецька. Він закохався у велику княжну, і в неділю має бути кімнатна змова, після якої через 10 днів ерцгерцог вирушить до Відня, а звідтіль до Італії до армії, якою він командувати буде. 
У день одруження, яке відбулося 19 жовтня 1799 в Гатчині, імператор Павло I пожалував ерцгерцогу Андріївський орден. Першою дружиною ерцгерцога Йосипа була велика княжна Олександра Павлівна (1783—1801). Їхнє сімейне життя було недовгим, в 1801 вона померла від післяпологової гарячки. 30 серпня 1815 в Шаумбургу ерцгерцог Йосип одружився з принцесою Герміною, дочкою князя Віктора II Ангальт-Бернбург-Гоймського. Через два роки вона померла при пологах. 24 серпня 1819 року ерцгерцог Йосип одружився з принцесою Марією, дочкою Людвіга Вюртемберзького, герцога Текського, що народила йому п'ятеро дітей.
Палатин користувався любов'ю підданих. У 1860 році на головній площі Пешта йому було встановлено пам'ятник.
Помер ерцгерцог Йосиф 13 січня 1847 в Офені (Буда).

## Родина
1 Дружина — Олександра Павлівна (1783—1801), велика княжна.
Діти:
- Олександріна (8 березня 1801)

2 Дружина — Ерміна Ангальт-Бернбург-Шаумбург-Гоймська (1797—1817)
Діти:
- Герміна Амалія Марія (1817—1842) — абатиса в Празі.
- Стефан Франц Віктор (1817—1867) — палатин Угорський; не одружений, бездітний.

3 Дружина — Марія Доротея Вюртемберзька (1797—1855)
Діти:
- Франциска Марія Єлизавета (1820—1820)
- Олександр (1825—1837)
- Єлизавета Франциска (1831—1903) — в першому шлюбі дружина ерцгерцога Фердинанда Карла Віктора Габсбург-Есте (1821—1849), у другому — ерцгерцога Карла Фердинанда Австрійського (1818—1874)
- Йозеф Карл (1833—1905) — чоловік принцеси Клотільди Саксен-Кобург-Готської (1846—1927).
- Марія Генрієта (1836—1902) — дружина Леопольда II, короля Бельгії.

Нащадки ерцгерцога Йосипа заснували так звану «угорську» гілку дому Габсбургів.